# Daells Bolighus
Daells Bolighus er en varehuskæde i Danmark, der sælger møbler og boligudstyr. Boligvarehuset er ejet af Harald Nyborg-koncernen, og der drives to varehuse i henholdsvis Glostrup og Odense.

## Historie
Sideløbende med etableringen af Daells Varehus i 1910 åbnedes også Daells Bolighus. Det eksisterer stadig, men er siden overtaget af Harald Nyborg-koncernen.